# Biogener Arzneistoff

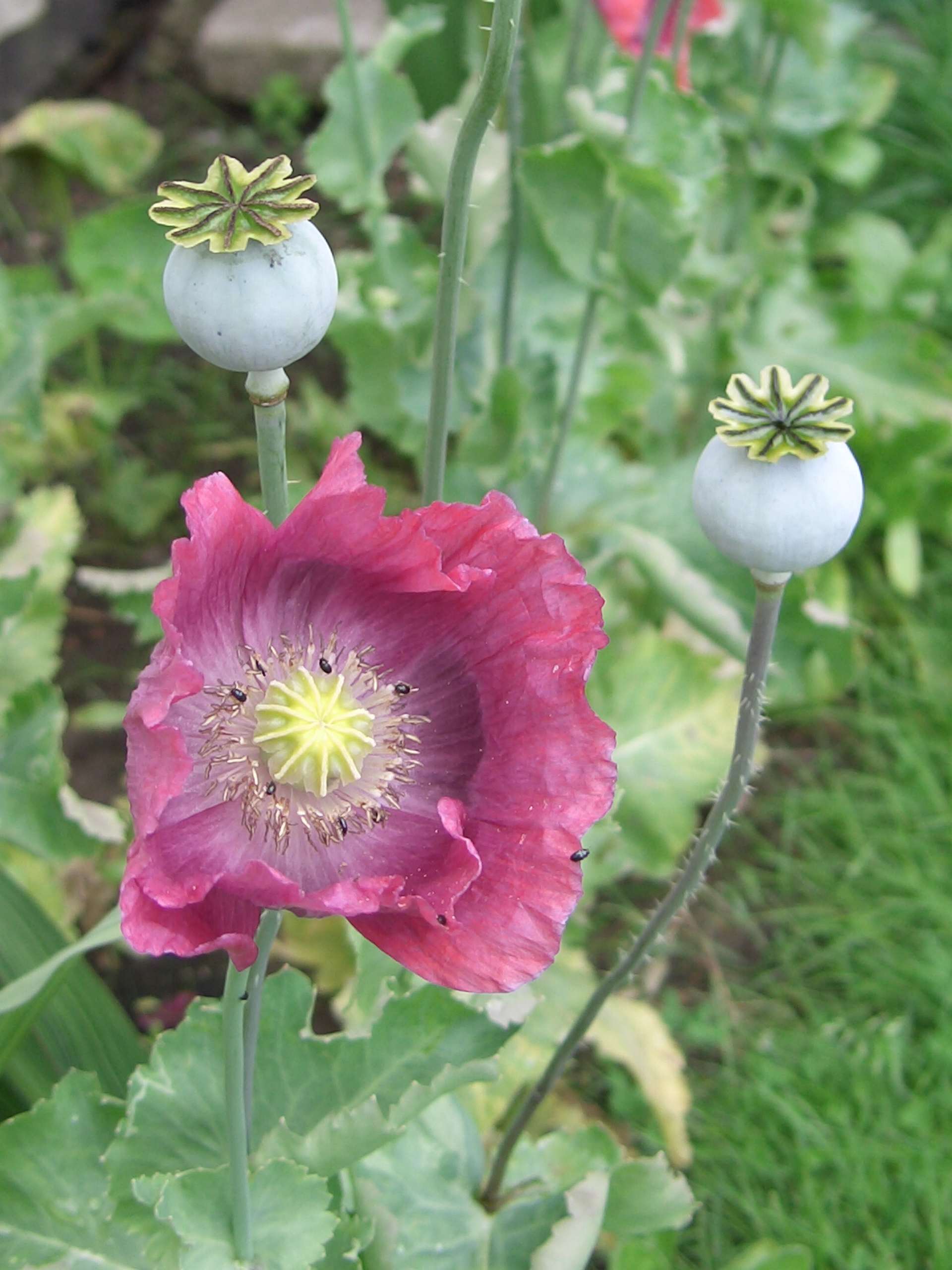
Die Droge Opium dient auch als Rohstoff zur Herstellung des starken Schmerzmittels Morphin und wird aus der Samenkapsel des Schlafmohns gewonnen.

Biogene Arzneistoffe sind arzneilich verwendete Wirkstoffe (Arzneistoffe), die aus Pflanzen, Pilzen, Bakterien oder auch aus tierischen und menschlichen Bestandteilen stammen.
Mit Arzneistoffgruppen wie Antibiotika, Cholesterinsenkern (z. B. Statine), Zytostatika (z. B. Taxol) oder Schmerzmitteln (z. B. Morphin) spielen sie bei allen wichtigen Indikationsgebieten eine zentrale Rolle.
Die Wissenschaft, die sich innerhalb der Pharmazie mit biogenen Arzneistoffen befasst, ist die Pharmazeutische Biologie, früher auch Pharmakognosie.

## Herkunft
Historisch und aktuell bedeutend ist die Verwendung von Heilpflanzen. Die jeweiligen Wirkstoffe sind meist Sekundärmetabolite, die in geringer Konzentration vorkommen, so dass die Gewinnung häufig aufwendig ist. Durch die Entwicklung von Verfahren zur chemischen Synthese kann eine einfachere und billigere Gewinnung möglich sein. Ein bekanntes Beispiel ist Acetylsalicylsäure (Aspirin), das zuvor aus Weidenrinde gewonnen wurde.
Pilze und Bakterien sind insbesondere als Antibiotika-Produzenten sehr bedeutende Lieferanten biogener Arzneistoffe, waren aber auch die ersten Lieferanten von Cholesterinsenkern (Statine).
Auch aus Tier (z. B. Insulin aus Bauchspeicheldrüsen) und Mensch (z. B. Gerinnungsfaktoren aus Blut) können biogene Arzneistoffe gewonnen werden. Solche menschlichen und tierischen Arzneistoffe, stellen meist Proteine dar. Diese werden mittlerweile zunehmend in der Weißen Biotechnologie mit gentechnisch veränderten Bakterien oder Pilzen hergestellt. Diese relativ neue Methode zur Bereitstellung von biogenen Arzneistoffen erweitert die Möglichkeiten medizinischer Therapien.